# Orphnaecus
Orphnaecus là một chi nhện trong họ Theraphosidae.

## Các loài
Chi này gồm các loài:
- Orphnaecus dichromatus (Schmidt & von Wirth, 1982) - New Guinea
- Orphnaecus pellitus Simon, 1892 - Philippines
- Orphnaecus philippinus (Schmidt, 1999) - Philippines